# (1073) Gellivara
(1073) Gellivara ist ein Asteroid des Hauptgürtels, der am 14. September 1923 vom österreichischen Astronomen Johann Palisa in Wien entdeckt wurde. 
Der Asteroid ist nach Gällivare, einer Stadt im schwedischen Teil Lapplands, benannt. Dort versammelten sich am 29. Juni 1927 Astronomen verschiedener Nationalitäten, um eine totale Sonnenfinsternis zu beobachten. Die Daten wurden aus Lichtkurven Messungen gewonnen und es handelt sich wahrscheinlich um einen Asteroiden der Klasse C. Es sollte 73 Jahre dauern, bis wieder österreichische Astronomen einen Kleinplaneten mit der Bezeichnung Davidschlag entdeckten.